# Ryd, Alingsås kommun
Ryd är en bebyggelse som utgör en del av tätorten Ingared i Alingsås kommun i Västra Götalands län, belägen i Hemsjö socken. 

## Administrativ historik
Från 1995 till 2010 ingick bebyggelsen i en av SCB avgränsad småort av SCB  betecknad Lycke och Ryd.
2015 klassades bebyggelsen som en tätort där även bebyggelse norr och sydost om den tidigare småorten ingick. Denna tätort betecknades av SCB till Hästeryd och Ryd 
2018 upphörde tätorten då avstånden mellan några av de ingående husen blivit för stort för att utgöra en gemensam bebyggelseenhet. 2020 återuppstod tätorten. Vid avgränsningen 2023 klassades bebyggelsen som en del av tätorten Ingared.

## Befolkningsutveckling
| Befolkningsutvecklingen i Lycke och Ryd/Hästeryd och Ryd 1990–2020 | Befolkningsutvecklingen i Lycke och Ryd/Hästeryd och Ryd 1990–2020 | Befolkningsutvecklingen i Lycke och Ryd/Hästeryd och Ryd 1990–2020 | Befolkningsutvecklingen i Lycke och Ryd/Hästeryd och Ryd 1990–2020 | Befolkningsutvecklingen i Lycke och Ryd/Hästeryd och Ryd 1990–2020 |
| ------------------------------------------------------------------ | ------------------------------------------------------------------ | ------------------------------------------------------------------ | ------------------------------------------------------------------ | ------------------------------------------------------------------ |
|                                                                    |                                                                    |                                                                    |                                                                    |                                                                    |
| År                                                                 |                                                                    |                                                                    | Folkmängd                                                          | Areal (ha)                                                         |
| 1990                                                               | 1990                                                               |                                                                    | 80                                                                 | 22#                                                                |
| 1995                                                               | 1995                                                               |                                                                    | 92                                                                 | 23#                                                                |
| 2000                                                               | 2000                                                               |                                                                    | 101                                                                | 23#                                                                |
| 2005                                                               | 2005                                                               |                                                                    | 98                                                                 | 25#                                                                |
| 2010                                                               | 2010                                                               |                                                                    | 110                                                                | 25#                                                                |
| 2015                                                               | 2015                                                               |                                                                    | 212                                                                | 73                                                                 |
| 2020                                                               | 2020                                                               |                                                                    | 236                                                                | 76                                                                 |
| Anm.: # Som småort.                                                |                                                                    |                                                                    |                                                                    |                                                                    |